# Julio Echenique
Julio Echenique-González (Pinar del Río, 27 maggio 1959) è un ex sollevatore cubano che ha gareggiato nelle categorie dei pesi medi (fino a 75 kg.) e dei pesi massimi leggeri (fino a 82,5 kg.).

## Carriera
Nel 1979 Echenique conquistò la medaglia d'oro nella categoria dei pesi massimi leggeri ai Giochi Panamericani di San Juan.
L'anno successivo partecipò alle Olimpiadi di Mosca 1980, scendendo alla categoria inferiore dei pesi medi e terminando al 4° posto finale con 327,5 kg. nel totale.
Nel 1981 vinse la medaglia di bronzo ai Campionati mondiali di Lilla con 340 kg. nel totale, alle spalle del bulgaro Janko Rusev (360 kg.) e del sovietico Oleksandr Pervij (357,5 kg.).
Due anni dopo conquistò un'altra medaglia d'oro ai Giochi Panamericani di Caracas, restando nella categoria dei pesi medi.